# Il ragazzo che sorride/Musica
Il ragazzo che sorride/Musica è un singolo del cantante italiano Al Bano, pubblicato nel 1968  ed estratto dal secondo album Il ragazzo che sorride.

## Descrizione
Il 45 giri uscì in Italia su etichetta La voce del padrone e in altri Paesi Europei su etichetta Columbia Records.
In Italia, il disco raggiunse il quinto posto delle classifiche nell'ottobre del 1968 e risultò tra i primi cinquanta singoli più venduti di quell'anno.

### I brani

#### Il ragazzo che sorride
Il brano del Lato A, Il ragazzo che sorride, utilizza le melodie composte da Mikīs Theodōrakīs per i brani Ήταν 18 Νοέμβρη (Ītan 18 Noemvrī) e Το γελαστό παιδί  (To gelasto paidi) (entrambi cavalli di battaglia della cantante Maria Farantouri), a cui è stato aggiunto un testo in italiano scritto da Vito Pallavicini.
Il testo, che riprende alcune parole dei brani greci originali (citando, ad esempio,  nel suo incipit  e nela strofa conclusiva la data del 18 novembre), parla di speranze di un futuro migliore ed è un inno contro il razzismo.
Il brano venne utilizzato come sigla della trasmissione televisiva curata da Andrea Barbato e Gian Paolo Cresci Europa Giovani  ed ispirò  il film omonimo, diretto da Aldo Grimaldi e con protagonisti lo stesso Al Bano e Rocky Roberts, che uscì nelle sale nel 1969.
Al Bano incise anche una versione in spagnolo del brano, intitolata El muchacho que sonríe.

#### Musica
Il brano del Lato B, Musica, è stato scritto sempre da Vito Pallavicini in collaborazione con lo stesso Al Bano.

## Tracce
7"
1. Il ragazzo che sorride – 2:30 (testo: Vito Pallavicini – musica: Mikīs Theodōrakīs)
2. Musica – 3:05 (testo: Vito Pallavicini – musica: Al Bano Carrisi)

## Staff
- Al Bano (voce)
- Orchestra diretta da Detto Mariano

## Classifiche
| Classifica | Posizione massima | Nr. di settimane |
| ---------- | ----------------- | ---------------- |
| Italia     | 5 (o 8)           |                  |